# 欧洲门
欧洲门（西班牙語：Puerta de Europa）是西班牙马德里的双子办公大楼，高114米，26层，兴建于1990年到1996年。
欧洲门由美国建筑师菲利普·约翰逊和约翰·伯奇，科威特投资局兴建，因此最初名为“KIO塔”。每座建筑物倾斜15度角，使其成为世界第一座倾斜的摩天大楼。靠近查马丁火车站，在卡斯蒂利亚广场公共汽车站一侧，卡斯蒂利亚大道以北，靠近西班牙四大楼商业区（CTBA）。
在KIO塔诈骗案之后，科威特投资局已经出售这座建筑，原为馬德里儲蓄銀行拥有，現屬Bankia。